# Carlota de Borbón-La Marche
Carlota de Borbón-La Marche (París, c.1388 — Nicosia, 15 de enero de 1422), fue una noble francesa, hija de Juan I de La Marche y su esposa, Catalina de Vendôme. Fue reina de Chipre y reina titular de Armenia y Jerusalén por su matrimonio con Jano I de Chipre. Ella fue su segunda esposa y madre de sus seis hijos legítimos, que incluían a Juan II, rey de Chipre y Ana, duquesa de Saboya. La influencia de Carlota jugó un papel decisivo en el renacimiento de la cultura francesa en la corte real en Nicosia.

## Biografía
Carlota (nacida Charlotte) nació en París, Francia en 1388. Fue una de los siete hijos de Juan I, conde de La Marche y de su esposa, Catalina, condesa de Vendôme. Tenía tres hermanos y tres hermanas, entre ellos Jaime II, conde de la Marche; Luis I, conde de Vendôme y Ana, condesa de Montpensier. También tenía medio hermanos ilegítimos por la relación de su padre con una amante. Sus abuelos paternos fueron Jaime I de La Marche y Juana de Châtillon, y sus abuelos maternos fueron Juan VI de Vendôme y Jane de Ponthieu.
Entre sus descendientes se encontraban las reinas Carlota de Chipre, Ana de Francia, Juana III de Navarra y María I de Escocia; los reyes franceses Carlos VIII, Francisco I, Enrique II, Francisco II, Carlos IX, Enrique III, Enrique IV y los posteriores reyes borbones. Ella es también un ancestro de la actual Familia Real Británica.

## Matrimonio
El 25 de agosto de 1411, en la Catedral de Santa Sofía en Nicosia, Carlota se casó, como segunda esposa, con Jano de Lusignan, rey de Chipre y rey titular de Armenia y Jerusalén; hijo de Jacobo I de Chipre y Helvis de Brunswick-Grubenhagen. Jano y Carlota se habrían casado por procuración, el 2 de agosto de 1409 en Melun, Francia. 
Jano sucedió a su padre en 1398 como rey de Chipre. Era miembro de la prominente y extensa dinastía de Lusignan, que le daba el apellido a su familia. Se había divorciado de su primera esposa, Anglesia Visconti, varios años antes. De este matrimonio no hubo descendencia.
El matrimonio de Jano con Carlota fue descrito como la "piedra angular en la revitalización de la cultura francesa en la corte de Lusignan, caracterizada por el régimen de Jano". Después de su matrimonio, ella estableció inmediatamente una "sociedad cortés" en la corte real en Nicosia, donde la literatura francesa y la música florecieron.

## Descendencia
De esta unión nacieron seis hijos:
- Juan de Lusignan (16 de mayo de 1414 — 28 de julio de 1458), príncipe titular de Antioquía, después rey de Chipre y rey titular de Armenia y Jerusalén. Tuvo dos esposas (Amadea Paleóloga de Montferrato y Helena Paleóloga), la primera falleció joven y no tuvieron hijos, mientras que la segunda dio a luz dos hijas, de las cuales solo una sobrevivió a edad adulta y llegó a convertirse en reina del trono, Carlota de Chipre. También tuvo un hijo ilegítimo con su amante, Marietta de Patras. Más tarde este niño sería coronado como Jacobo II de Chipre.
- Niño nacido muerto (1415 — 1415);
- Gemelo sin nombre (1415 — 1416), muerto poco después de su nacimiento;
- Jacobo de Lusignan (1416 — 1416), muerto pocos meses luego de nacer;
- Ana de Lusignan (24 de septiembre de 1418 — 11 de noviembre de 1462), casada con el duque Luis de Saboya, hijo de Amadeo VIII de Saboya y María de Borgoña. Tuvo descendencia;
- María de Lusignan (1420 — 29 de abril de 1437), prometida de Felipe de Borbón, señor de Beaujeu, pero murió antes de que el matrimonio se llevara a cabo.

El Rey Jano tuvo tres hijos más, fuera del matrimonio con una amante desconocida.

## Muerte
Carlota murió el 15 de enero de 1422, víctima de la peste. Fue enterrada en el Monasterio Real de Santo Domingo en Nicosia.